# 双线舌鳎
双线舌鳎（学名：Cynoglossus bilineatus）为輻鰭魚綱鰈形目鰨亞目舌鳎科舌鳎属的鱼类，俗名双线鞋底鱼、重双线鳎、龙利。分布于西达红海及桑给巴尔、南达昆士兰及美拉尼西亚、北达日本南部以及海南岛、两广到福建、台湾等近海等，属于暖水性浅海底层鱼，棲息深度10-400公尺，體長可達44公分，棲息在沿岸沙泥底質水域、河口或大陸棚，以底棲性無脊椎動物為食，可做為食用魚。该物种的模式产地在中国。